# Новосибирский юридический институт (филиал) Томского государственного университета
Новосибирский юридический институт (филиал) Томского государственного университета — НЮИ(ф)ТГУ является монопрофильным образовательным учреждением и ведёт подготовку высококвалифицированных юристов по направлению «юриспруденция» с присвоением квалификации (степени) «бакалавр», «магистр», «юрист-специалист». Основан в 1939 году как Новосибирский филиал Всесоюзного юридического заочного института (ВЮЗИ).
Всего выпустил более 16 тысяч специалистов. Обучается около 1600 студентов. Ежегодный выпуск составляет свыше 300 чел. Институт успешно прошел общественную аккредитацию юридических вузов, проводимую в стране под эгидой Ассоциации юристов России.

## История
Основан в 1939 году, когда приказом народного комиссариата юстиции СССР был создан Новосибирский филиал Всесоюзного юридического заочного института, реорганизованный в 1963 году в Новосибирский факультет Свердловского юридического института. С 1986 года образовательное учреждение является составной частью Томского государственного университета; в 1999 году — приобретает современный статус.
В 2016 году, помимо преподавания курсов по направлению подготовки «юриспруденция», по инициативе директора института Чумаковой Л. П. проводился курс лекций о традиционных ценностях и патриотизме, где будущим юристам рекомендуют «верить в батюшку-царя, то есть в Путина. А еще, что нашу землю сейчас проклинают, а священники оберегают нас».

## Кафедры
В институте семь учебных кафедр:
- истории государства и права, конституционного права;
- теории государства и права, международного права;
- уголовного права;
- уголовного процесса и криминалистики;
- гражданского права;
- трудового, земельного и финансового права;
- общественных наук.

Шесть первых — выпускающие.

## Профили подготовки
- гражданско-правовой;
- уголовно-правовой;
- государственно-правовой;
- финансово-правовой.

## Учебные корпуса
- 1-й (главный) — ул. Советская, д. 7
- 2-й — ул. Широкая, д. 33

## Формы обучения
Очная, очно-заочная (вечерняя), заочная.

## Директора (деканы)
- Терещенко Евдокия Флоровна (1939—1942)
- Морозова Евдокия Ефимовна (1942—1944)
- Смирнова Ирина Михайловна (1944—1948)
- Басс Владимир Александрович (1948—1953)
- Тагунов Евгений Николаевич (1953—1955)
- Татаринцев Геннадий Васильевич (1955 −1958)
- Деревянко Григорий Федорович (1959)
- Дианов Петр Дмитриевич (1960—1963)
- Козицин Яков Михайлович (1963—1982)
- Макарова Валентина Семеновна (1982—1986)
- Доронин Геннадий Николаевич (1986—2003)
- Чумакова Лидия Петровна (с 2003 по настоящее время)